# Karin Köster Casaretto
Karin Köster Casaretto (* 1966 in München als Karin Köster) ist eine deutsche Regisseurin.

## Biografie
Köster Casaretto machte 1985 ihr Abitur. Von 1985 bis 1988 erfolgte ihre Ausbildung zur Bühnentänzerin an der Iwanson International School of Contemporary Dance. Sie war von 1987 bis 1997 Tänzerin an der Bayerischen Staatsoper in München und Choreografin für diverse Bühnenstücke. Sie studierte von 1991 bis 1997 an der HFF München in der Abteilung Spielfilm. Ihr Filmdebüt hatte sie 1997 mit Flanell N°5. Später  gründete sie die Film- und Fernsehproduktion Media Syndication GmbH. Sie arbeitet als freie Autorin,  Regisseurin und Choreografin.

## Filmografie
- Die Landsknechte, Galileo, Dokumentation, Pro7, 2010
- Gladiatorenszenische Dokumentation, 2008
- Elemente des Lebens – die Erde, Dokumentarfilm, für Abenteuer Wissen, ZDF, 2006
- Eine süße Verlockung, Kurzspielfilm, 2005
- Einmal Jenseits und zurück II, RTL, Fernsehfilm, 2003
- Einmal Jenseits und zurück I, RTL, Fernsehfilm, 2001
- Grüne Genetik, Kurzfilm mit Pippi Söllner
- Charles Lindbergh, szenische Dokumentation für history, 1999
- Jumbocrash, szenische Dokumentation für histoty, 1999
- Kommune 1, szenische Dokumentation für history, 1999
- Tschernobyl, szenische Dokumentation für history, 1999
- Eisfrei, Dokumentarfilm, 1998
- Flanell No.5, Kinospielfilm, Nominierung zum Studentenoskar, Prädikat besonders wertvoll, BR, ARD, 1997
- Verirrt, Kurzspielfilm, 1993
- Freude schöne Götterspeise, Kurzspielfilm, 1991